# Häckselstreuen
Beim Häckselstreuen respektive Säg’spänstreuen handelt es sich um eine Form des Rügegerichts in ländlichen Gegenden Deutschlands.

## Anlass
Mit dem Streuen wollte man eine Frau verspotten, die bereits entjungfert in die Ehe eintrat. Hierzu wurde Häcksel auf den Weg vom Hochzeitshaus bis zur Kirche und vor das Brautbett gestreut. Der Brauch wird in Theodor Fontanes Roman Vor dem Sturm und in Johann Wolfgang von Goethes Faust. Eine Tragödie. erwähnt.
Einem Ehebrecher wurden Sägespäne oder Sägemehl unter das Fenster, vor oder in das Bett gestreut. In Elard Hugo Meyers Buch Deutsche Volkskunde heißt es dazu: „Einem untreuen Mädchen, zumal wenn es mehrere Liebhaber hat … streuen [die Burschen] Häcksel und Sägemehl von ihrer Thür bis zu der ihres gegenwärtigen Liebhabers oder Liebschaft.“